# Bìm bịp vịnh
Bìm bịp vịnh (tên khoa học Centropus celebensis) là một loài chim thuộc Chi Bìm bịp, họ Cuculidae.. Đây là loài đặc hữu Indonesia. Nơi sống tự nhiên của chúng là các khu vực rùng đất thấp ẩm nhiệt đới và bán nhiệt đới hay tại các vùng núi ẩm nhiệt đới.